# Romaeuropa Festival
Il Romaeuropa Festival è una manifestazione di arte, performance art, danza contemporanea, teatro contemporaneo, musica contemporanea e cinema che si svolge a Roma.

## Storia
Il festival nasce nel 1986 ad opera della Associazione degli Amici di Villa Medici, divenuta nel 1990 la Fondazione Romaeuropa,

## Artisti partecipanti

### Anni 1980

#### 1986
- Claudio Ambrosini
- William Christie
- Olivier Messiaen
- Compagnia Maguy Marin
- Giorgio Barberio Corsetti
- Mario Martone
- Studio Azzurro
- Dominique Fernandez

#### 1987
- Mathilde Monnier
- Jean-Francoise Duroure
- Andrew Davis
- Compagnie Emile Dubois
- Compagnia Jan Fabre
- Pierre Boulez
- Ballet National de Marseille
- Roland Petit
- Zizi Jeanmaire

#### 1988
- Enzo Cosimi
- Lucia Latour

#### 1989
- Trisha Brown Company
- Hélène Delavault
- Yves Prin
- Giovanna Marini
- Scuola popolare di musica di Testaccio
- Martha Argerich
- Alexander Rabinovitch

### Anni 1990

#### 1990
- Napoli Dance Theatre
- Luciano Cannito
- Vladimir Derevianko
- New Pardesi Music Machine
- Kidjo
- Papasov
- Bulgarian Wedding Band
- Khaled
- Menezes
- Ballet Cristina Hoyos
- Juan Carlos García
- Peter Brook
- Manu Dibango
- Bartabas
- Staatstheater am Gärtnerplatz

#### 1991
- Luciano Berio
- Berliner Philharmoniker
- Hans Werner Henze

#### 1992
- The Durutti Column
- Compagnia Carmen Cortés
- Compagnia Blanca Del Rey
- Jean Clarence Lambert
- Piero Maccarinelli
- Maurice Béjart
- Sylvie Guillem
- Laurent Hilarie
- Peter Eötvös
- Compagnia Enzo Cosimi
- Dominique Bagouet
- Mauricio Kagel
- Carolyn Carlson
- Flavio Merkel

#### 1993
- Compagnia Angelin Preljocaj
- Stephane Braunschweig
- Jiří Kylián

#### 1994
- Royal Academy of Music
- Neues Leipziger Streichquartett
- Ketama
- Zezi
- Compagnia Virgilio Sieni Danza
- Compagnia Enrica Palmieri
- Giorgio Rossi
- Raffaella Giordano
- Sosta Palmizi

#### 1995
- Max Roach
- Arnie Zane Dance Company
- Bill T. Jones
- Daniele Abbado
- Roberto Andò
- Nicola Sani
- Orchestra Guido Cantelli
- Fabrizio Plessi
- Plan K
- Bratsch
- Carolyn Carlson
- Philip Glass
- Lucinda Childs Dance Company

#### 1996
- William Forsythe
- Michael Nyman Band
- Martha Graham Dance Company
- Fabrizio De Rossi Re
- Nando Citarella

#### 1997
- Ballet Cristina Hoyos
- Robert Lepage

#### 1998
- Mark Foster
- Tan Dun
- Robert Wilson
- Dv8 Physical Theatre
- Rebecca Murgi
- Cristina Rizzo
- Anna Huber
- Detlef Heusinger

#### 1999
- Martine Aballéa (Francia)
- Xavier Arrey-Vergés (Spagna)
- Christian Boltanski (Francia)
- Robert Braine / Mark Dion (Usa)
- Janet Cardiff (Canada)
- Maurizio Cattelan (Italia)
- Didier Courbot (Francia)
- Enzo Cucchi (Italia)
- Marie Denis (Francia)
- Paul Armand Gette (Francia)
- Dan Graham (USA)
- Joseph Grigely / Amy Vogel (Usa)
- Cai Guo Qiang (Cina)
- Fabrice Hybert (Francia)
- Mary Kelly (USA)
- William Kentridge (Sudafrica)
- Rem Koolhaas / Harvard Project on the city (Usa-Olanda),
- Bracha Lichtenberg-Ettinger (Israele)
- Armin Linke (Italia)
- Claire Maugeais (Francia)
- Fabio Mauri (Italia)
- Sabrina Mezzaqui (Italia)
- Tracey Moffatt (Australia)
- Jean-Luc Moulène (Francia)
- Didier Mutel (Francia)
- Shirin Neshat (Iran)
- Gabriel Orozco (Messico)
- Vettor Pisani (Italia)
- Emilio Prini (Italia)
- Pierre Reiner (Francia)
- Penny Siopis (Sudafrica)
- Michela Terreri / Slavica Perkovic / Lewis Baltz (Francia)
- Sabrina Torelli (Italia)
- Luca Vitone (Italia)
- Socìetas Raffaello Sanzio
- La Fura dels Baus

### Anni 2000

#### 2000
- Alain Platel
- Achille Bonito Oliva
- Mauricio Kagel
- Josef Nadj
- Sakoba Dance Theatre
- David Moss
- Kinkaleri (in collaborazione con il Link di Bologna
- Motus (in collaborazione con il Link di Bologna
- Sun Wu-Kung
- Paul Taylor Dance Company

#### 2001
- Socìetas Raffaello Sanzio / Romeo Castellucci
- Morgenstern
- Dj TeeBee
- Wesseltoft
- Project Fukurow
- Mizuto Abura
- Julia Franck
- Judith Hermann
- Wladimir Kaminer
- Ingo Schulze

#### 2002
- Scanner
- Mikhail Baryshnikov
- Tom Waits
- Anish Kapoor
- Yonderboi
- Metaxu
- Yann Beauvais
- Stan Brakhage
- Stefano Canapa
- Pip Chodorov
- Henri Chomette
- Nicolas Rey
- Jean-Luc Godard
- Alessandro Baricco
- Orchestra di piazza Vittorio

#### 2003
- Fiona Shaw
- Jeanette Winterson
- Yoshi Oida
- Merce Cunningham Dance Company
- Giovanni Lindo Ferretti
- Stefano Benni
- Mira Nair Programma culturale dell'IFAD (agenzia ONU) per il 25º anniversario e per le popolazioni indigene, Produzione Mira Nair, Artista Susana Baca, Regista Dinaz Stafford, [2], 2003, REF Responsabile Sviluppo = Anna Maria Rosati, Assistente Sviluppo = Anita Gioia
- Danilo Rea in collaborazione con il Sonar di Barcellona
- Martusciello in collaborazione con il Sonar di Barcellona
- Nina Di Majo in collaborazione con il Sonar di Barcellona
- Metthew Herbert in collaborazione con il Sonar di Barcellona
- Ryoji Ikeda in collaborazione con il Sonar di Barcellona
- Tujiko Noriko in collaborazione con il Sonar di Barcellona

#### 2004
- Marina Abramović
- Michael Laub
- Gert Keunen
- Thomas Knak
- Hanif Kureishi
- Riccardo Nova
- DJ Spooky
- Pan Sonic
- Uwe Schmidt
- Emma Dante
- Gabriel Orozco
- Giorgio Battistelli
- Ikue Mori
- Zeena Parkins
- Scott Gibbons
- Socìetas Raffaello Sanzio / Chiara Guidi
- Ryūichi Sakamoto
- Christian Fennesz

#### 2005
- Kim Gordon
- Tony Oursler Perfect Partner
- Teatrino Clandestino
- Alva Noto
- Vegetable Orchestra
- Patrice Chéreau
- Chantal Akerman
- Afx aka Aphex Twin
- Asian Dub Foundation
- Gameboyzz Orchestra
- Merzbow
- Golan Levin & Zachary Lieberman
- Tez
- Agrare/Maja Ratkje
- Bumstein / Garbstein
- The Wire Sound System

#### 2006
- Robert Lepage
- Alessandro Baricco
- Pan Sonic/Alter Ego
- Antony and the Johnsons / Charles Atlas
- Terry Riley incontra Alter Ego, Matmos, Stefano Scodanibbio
- Ellen Allien & Apparat
- Sylvie Guillem / Akram Khan
- Anna Baumgart
- Pichet Klunchun (Lifework Company) / Jérome Bel
- E. De Volder
- Colin Poole
- Gao Yanjinzi / Luo Lili / Liu Sola Beijing Modern Dance Company
- Alain Platel
- Emma Dante
- Deborah Warner / Fiona Shaw
- Jeff Mills
- Giorgio Barberio Corsetti
- Ricardo Villalobos / James Holden Cocoon Night

#### 2007
- Édouard Lock / La La La Human Steps
- Julien Bruneau / Idioms Film
- Paul-André Fortier
- Rabih Mroué
- Christian Partos
- Akram Khan musicisti Partha Sarathi Mukherijee, Faheem Mazhar, Alies Sluiter, Baluji Shrivastav, Coordt Linke
- Sidi Larbi Cherkaoui
- Emanuel Gat
- Mustafa E Övül Avkiran
- Alessandro Baricco
- Birdy Nam Nam
- Taher Najib / Ofira Henig / Khalifa Natour
- Onur Özer
- Zuhe Niao
- Ong Keng Sen / Theatreworks
- Tan Dun con Accademia Nazionale di Santa Cecilia
- Yamada / Kuroda / Oshima / Shirakawa / Kasai / Yamazaki / Umeda
- Crystal Pite / Kidd Pivot
- Caterina Sagna
- Chanbara
- Orchestra di piazza Vittorio, Dj Shantel + Bucovina Club Orkestar, Alessandro Mannarino, Soluna Capoeira, Santasangre, Cavalieri+ Lagash + Dotdotdot, Martux-M

#### 2008
- Sasha Waltz
- Nathan Fake
- Santasangre
- Akouphen
- Czarnecki / Langheinrich / Atlas / Fennesz / Ikeda
- Antonio Pappano con Accademia Nazionale di Santa Cecilia
- Bang On A Can All-Stars
- Salvatore Sciarrino
- Plaid
- Juliette Binoche / Akram Khan / Anish Kapoor
- Muta imago
- Sentieri Selvaggi & Eugenio Finardi
- Compagnia del Natana Kairali
- Dave Clarke
- Compagnie Montalvo - Hervieu
- Fumiyo Ikeda / Alain Platel / Benjamin Verdonck
- Erol Alkan
- Emanuel Gat
- Accademia degli Artefatti
- Hiroaki Umeda
- Bill T. Jones / Arnie Zane Dance Company
- Granular Synthesis
- Giovanni Sollima

#### 2009
- Mansaku-No-Kai Kyogen Company
- L'Orchestra di piazza Vittorio
- William Kentridge e Handspring Puppet Company
- Saburo Teshigawara / Karas
- Peter Welz e William Forsythe
- Francesco Tristano
- Lamb
- Marc Ducret
- Mario Brunello / Orchestra dell'Accademia Nazionale di Santa Cecilia
- Myriam Gourfink
- Olivier Dubois
- Marcello Bufalini / Orchestra Sinfonica Abruzzese
- David Dusa
- Raimund Hoghe
- Anna e Donatella Franciosi
- Ryūichi Sakamoto
- Jan Fabre / Troubleyn
- Socìetas Raffaello Sanzio / Chiara Guidi, Teho Teardo, Alexander Bălănescu, Blixa Bargeld
- Alessandro Mannarino
- Peter Brook
- Vitalic
- Gaspare Balsamo e Mario D'Angelo
- Hofesh Shechter Company
- Israel Galván
- Meg
- Antonio Pappano con Orchestra dell'Accademia Nazionale di Santa Cecilia
- Santasangre
- Dj Hype
- Muta Imago
- Amon Tobin
- Cassius
- Armin Linke
- Nomad Voices Of Central Asia
- Cristina Rizzo / Eszter Salamon / Matteo Levaggi / Michele Di Stefano
- Roberta Lena / Stefano Benni / Mario Brunello / Chiara Caselli
- María Pagés / Sidi Larbi Cherkaoui

### Anni 2010

#### 2010
- Compagnie Montalvo-Hervieu
- Zimmermann & De Perrot Gruppo Acrobatico Di Tangeri
- Aurelien Bory
- Socìetas Raffaello Sanzio / Romeo Castellucci
- Christian Fennesz / Giuseppe La Spada
- Wajdi Mouawad
- Hofesh Schechter Company
- Hilliard Ensemble
- Radhouane El Meddeb / Compagnie Du Soi
- Santasangre
- Massimiliano Civica
- Kirill Petrenko
- Babilonia Teatri
- Peter Sellars / György Kurtág
- Caroline Petrick / Ensemble B’rock
- Guy Cassiers

#### 2011
- Saburo Teshigawara / Karas
- Lloyd Newson / DV8 Physical Theater
- Zeitkratzer
- Mario Brunello / Teho Teardo
- Trisha Brown Dance Company
- Just Janulyte
- ricci/forte
- Yuval Avital
- Hofesh Shechter
- Troubleyn / Jan Fabre
- Antonio Pappano / Gregory Kunde
- Lod Defoort / Kris Defoort / Dirk Roofthooft
- Richard Galliano
- Radhouane El Meddeb
- Romeo Castellucci /Socìetas Raffaello Sanzio
- Nacera Belaza
- Sentieri Selvaggi Ensemble
- Selma Ouissi e Sofiane Ouissi
- Mahmoud Rabiey / Muhanad Rasheed / Fares Fettane
- Uri Caine / Fabio Cifariello Ciardi
- Peter Brook
- Zimmermann & De Perrot / Gruppo Acrobatico di Tangeri
- The Irrepressibles

#### 2012
- Akram Khan
- Sentieri Selvaggi / Masbedo / Fanny Ardant
- Rui Horta
- Nam June Paik
- Constanza Macras / Dorkypark
- Contempoartensemble
- Sasha Waltz & Guests
- Bill T. Jones / Arnie Zane Dance Company
- Massimiliano Civica
- Compagnia Virgilio Sieni
- Francesca B. Vista, Annalì Rainoldi, Giorgia Nardin, Moritz Zavan, Daniele Ninarello
- ricci/forte
- Lemi Ponifasio / Mau
- Ostermaier / Spregelburd / G.M. Cervo / M.Von Mayenburg
- Ohad Naharin / Batsheva Dance Company
- William Kentridge
- Daniel Abreu
- Pablo Palacio & Muriel Romero
- Kornel Mundruczo
- Città Di Ebla

#### 2013
- Emanuel Gat
- Sasha Waltz
- Rachid Ouramdane
- Antonio Latella
- Jan Fabre
- Marlene Kuntz
- Diego Buongiorno
- Thomas Ostermeier
- Romeo Castellucci - Socìetas Raffaello Sanzio
- Dada Masilo
- Guy Cassiers
- Yasmeen Godder
- Baba Sissoko

#### 2014
- Akram Khan/Israel Galván
- Letizia Renzini
- Andrea Baracco/Biancofango/Brinchi/Zanardo
- Hofesh Shechter
- Virgilio Sieni
- ricci/forte
- Angélica Liddell
- Alain Platel/Fabrizio Cassol
- Jamie Mc Dermott/Conor Mitchell/Mark Ravenhill
- The Irrepressibles
- Le luci della centrale elettrica
- Frédérick Gravel
- Motus/Ensemble Sezione Aurea
- Adrien M / Claire B
- Dada Masilo
- Baloji
- Swamimillion Aka Lv & Fawda Trio
- Oy
- Daniele Timpano
- Sharon Fridman
- Moreno Solinas
- Claudia Catarzi
- Arno Schuitemaker
- Itamar Serussi
- Louise Vanneste
- Chiara Frigo/Silvia Gribaudi
- Manfredi Perego
- Daniele Ninarello
- Ben Frost
- Adriana Borriello
- Virgilio Sieni
- Giulio D'Anna/Fattoria Vittadini
- Fabrizio Ottaviucci
- Noé Soulier
- Raffaella Giordano
- Jefta Van Dinther/Thiago Granato
- Giorgio Barberio Corsetti
- Lucia Ronchetti/Ermanno Cavazzoni/Ready Made Ensemble
- Anagoor
- Emma Dante
- Stéphane Ricordel/Olivier Meyrou
- Alessandra Cristiani//Ars Ludi/Michelangelo Lupone
- David Moss/Tempo Reale
- Aurélien Bory/Kaori Ito

#### 2015
- Robert Lepage
- Compagnie Maguy Marin
- Radhouane El Meddeb/Matias Pilet/Alexandre Fournier
- Anne Teresa De Keersmaeker/Ictus Ensemble
- Russell Maliphant Company
- Fabrizio Cassol/Aka Moon
- Compagnie Marie Chouinard
- Akram Khan Company
- Troubleyn/Jan Fabre
- Emma Dante
- Adrien M/Claire B
- Voxnova Italia
- Romeo Castellucci
- Pat Thomas
- Mbongwana Star
- Blk Jks
- Aoife Mcatamney
- Annamaria Ajmone
- Chiara Frigo
- Igor x Moreno
- Liat Waysbort
- Hodworks
- Albert Quesada
- Ioannis Mandafounis/Elena Giannotti
- Jan Martens
- Ascanio Celestini
- Carrozzeria Orfeo
- The Winstons/Esecutori Di Metallo
- Aurélien Bory/Stéphanie Fuster
- Gianni Maroccolo/Alessandra Celletti/Beppe Brotto/Masbedo
- Giorgio Canali/Ginevra Di Marco/Angela Baraldi/Lo Stato Sociale/Appino/Brunori Sas
- Quiet Ensemble
- Hotel Pro Forma
- Muta Imago
- People From The Mountains
- Rhò/Luca Brinchi/Daniele Spanò
- Alessandro Sciarroni

#### 2016
- Alessandro Baricco
- Hofesh Shechter
- Alvin Curran/Banda della Scuola Popolare di Musica di Testaccio
- Sharon Eyal/Gai Behar L-E-V Dance Company
- Sabina Meyer
- Lina Prosa
- Emio Greco/Pieter C. Scholten/Ballet National de Marseille
- Societas/Romeo Castellucci
- incite/
- Shiro Takatani
- Christian Partos
- Kurt Hentschläger
- NONE
- Laboratorio PERCRO/Scuola Superiore Sant’anna
- Guy Cassiers/Toneelhuis Anversa/Toneelgroep Amsterdam
- Forced Entertainment
- Wim Vandekeybus/Ultima Vez
- Pierre Rigal
- DiMartino/Fabrizio Cammarata
- Anne Teresa De Keersmaeker /Rosas/Steve Reich
- Adrien M & Claire B
- STEREOPTIK
- Colapesce
- Alessandra Celletti/Onze
- Les 7 doigts de la main
- Liz Santoro/Pierre Godard
- L’orchestre d’hommes-orchestres
- Jan Martens
- Alessandra Celletti/Onze
- Les 7 doigts
- Liz Santoro/Pierre Godard
- L’orchestre d’hommes-orchestres
- Jan Martens
- Yasmine Hugonnet
- C&C Company/Residenza IDra
- Christos Papadopoulos/Leon & the Wolf
- Lali Ayguadé
- Chassol
- Ann Van den Broek/WArd/waRD
- Lara Russo
- Nicole Beutler
- Noé Soulier
- Giorgio Barberio Corsetti
- Tempo Reale Electroacoustic Ensemble
- Edison Studio/Ivo Nilsson/Daniele Roccato/Alfred Hitchcock
- Raiz/Yotam Haber/Daniele Del Monaco/Lcp Ensemble
- Fuse*
- Frosini/Timpano
- CRM - Centro Ricerche Musicali/José Miguel Fernandez/Thomas Koppel
- Alexander Vert/Michelangelo Lupone/Philippe Spiesser
- Ben Frost/Daníel Bjarnason/Brian Eno/Orchestra dell’Accademia Nazionale di Santa Cecilia
- Daria Deflorian/Antonio Tagliarini
- Soundwall
- Lucia Ronchetti/Ciro Visco/Coro, Cantoria e Chorus dell’Accademia Nazionale di Santa Cecilia
- Peter Eötvös/Alessandro Baricco/Orchestra dell’Accademia Nazionale di Santa Cecilia

#### 2017
- Sasha Waltz & Guests
- Rimini Protokoll/Stefan Kaegi/Dominic Huber
- Sidi Larbi Cherkaoui/Eastman
- Phil Griffin/Troubleyn/Jan Fabre
- Dada Masilo
- Troubleyn/Jan Fabre
- Jeff Mills/Tony Allen
- Azzurra De Gregorio
- Industria Indipendente
- Robert Henke
- Giuliano Scarpinato
- K. Szymanowski/Antonio Pappano/Masbedo/Orchestra e Coro dell’Accademia di Santa Cecilia
- Dante Antonelli
- Compagnie 111/Aurélien Bory
- Carl Craig
- Alessandro Baricco/Nicola Tescari/Dario Voltolini
- The Holy Body Tattoo/Godspeed You! Black Emperor
- Olivier Meyrou /Matias Pilet
- Ascanio Celestini
- CollettivO CineticO
- Ateliersi/Caterina Barbieri
- Lisa Ferlazzo Natoli/Gianluca Ruggeri
- Agrupación Señor Serrano
- Edison Studio
- Biancofango
- Timothy and the Things
- Orlando Izzo/Angelo Petracca
- Arno Schuitemaker
- Jesús Rubio Gamo
- Babilonia Teatri
- Daniele Ninarello/Dan Kinzelman
- Floor Robert/inQuanto teatro
- Jonas&Lander
- Francesca Foscarini
- Pippo Delbono
- Akram Khan Company
- Dorothée Munyaneza
- BonteHond
- STEREOPTIK
- Farrés brothers i cia
- Paolini/Montalbetti/Frankie hi-nrg/Brunello/Parco della Musica Contemporanea Ensemble
- Roberto Herlitzka/Orchestra Sinfonica Abruzzese/D’Amico/Macchi/Marocchini/Vandor
- teatrodelleapparizioni
- Julien Gosselin/Si vous pouviez lécher mon coeur/Michel Houellebecq
- Theater de Spiegel
- Jan Martens/GRIP/NAH
- Wunderbaum/Marleen Scholten
- zeitkratzer & She She Pop
- Laurent Bigot
- RusticaXBand
- Danilo Rea/Alex Braga
- Julia Krahn /Invernomuto
- Massimo Bergamasco/Stelarc

#### 2018
- Serge-Aimé Coulibaly / Rokia Traoré
- Ant Hampton / Tim Etchells
- Elisa Giardina Papa
- Oumou Sangaré
- Sharon Eyal / Gai Behar / L-E-V
- Agrupación Señor Serrano
- NONE collective
- Omar Rajeh / Maqāmāt
- Caroline Guiela Nguyen / les Hommes Approximatifs
- Anagoor
- Tsirihaka Harrivel & Vimala Pons
- Kamilia Kard
- Quiet Ensemble
- Marco Donnarumma / Margherita Pevere
- The Cool Couple
- VOID
- Polisonum
- IOCOSE
- Leoš Janáček / Ivo van Hove / Annelies Van Parys
- Caterina Barbieri
- fuse*
- Andrea Familari / Black Fanfare (Demetrio Castellucci)
- Daria Deflorian/Antonio Tagliarini
- Robert Henke
- Peter Brook / Marie-Hèlène Estienne
- Dániel Dobri
- Ali Moini
- Wen Hui / Living Dance Studio Beijing
- Hofesh Shechter Company
- Sara Sguotti
- Keren Levi
- Christos Papadopoulos
- Luna Cenere
- Ingrid Berger Myhre
- Salvo Lombardo / Chiasma
- Dominik Grünbühel / Luke Baio
- Fabiana Iacozzilli
- VicoQuartoMazzini
- Mario Martone / Raffaele Di Florio / Anna Redi
- Chiara Bersani
- Liv Ferracchiati / The Baby Walk
- Motus / La MaMa
- John Adams / Orchestra e Coro dell’Accademia Nazionale di Santa Cecilia
- Edison Studio
- Fay Victor / Daniele Del Monaco / Marc Ribot
- Milo Rau
- Jacques Tellitocci
- Ondadurto Teatro
- Clédat & Petitpierre
- Dynamis
- Fabrizio Ottaviucci
- Cornelius Cardew e Alvin Curran
- Tempo Reale
- Mimmo Cuticchio / Virgilio Sieni
- Oorkaan
- Lola Arias
- Theâtre des Tarabates
- Letizia Renzini / Zonzo Compagnie
- Teatro delle Briciole
- Arvo Pärt / OHT Filippo Andreatta / PMCE Parco della Musica Contemporanea Ensemble
- Solistenensemble Kaleidoskop / Michael Rauter / Luigi De Angelis / Fanny & Alexander
- Serge
- Cie Gilles Jobin & Artanim
- Lucia Ronchetti / I solisti dell’Ensemble InterContemporain
- Officine K
- Unterwasser
- Cecilia Bengolea & François Chaignaud
- Letizia Renzini / Usine à Neige
- Ryoji Ikeda / Eklekto
- Franco D’Andrea Octet
- Angélique Kidjo
- Matthew Herbert’s Brexit Big Band

#### 2019
- Lia Rodrigues
- Akram Khan
- Milo Rau/NTGent
- Bruno Beltrao
- Hans Op de Beeck/Eric Sleichim
- Pascale Marthine Tayou
- Cyril Teste/John Cassavetes/Isabelle Adjani
- Lubomyr Melnyk/Craig Leon
- Vanessa Wagner/Murcof
- James Thierrée/Compagnie du Hanneton
- Marco Donnarumma/Margherita Pevere
- ZU
- Mara Oscar Cassiani
- Enrico Malatesta
- Maria Di Stefano
- Sandra Mason
- Nicolás Jaar/Stéphanie Janaina
- Hiroaki Umeda
- Ultravioletto
- Franz Rosati
- Enrica Beccalli/Roula Gholmieh
- Arno Schuitemaker
- Chiara Taviani/Henrique Furtado Vieira
- Hamdi Dridi
- Alsarah and the Nubatones
- J.P. Bimeni & The Black Belts
- Jan Fabre/Lino Musella
- Sylvain Bouillet/Lucien Reynes/NAÏF Production
- Blick Bassy
- Mayra Andrade
- Elena Sgarbossa
- Theo Mercier/Steven Michel
- Kim-Jomi Fischer/Marta Alstadsaeter
- Abdullah Miniawy/Peter Corser/Karsten Hochapfel/Erik Truffaz
- Rayess Bek/La Mirza/Mehdi Haddab/Julien Perraudeau
- Kor’sia
- Liv Ferracchiati
- La Ballata dei Lenna
- La Gaia Scienza
- Dante Antonelli
- Industria Indipendente
- Fabrizio Ottaviucci
- Gyula Várnai
- Julien Gosselin/Don DeLillo
- Scena verticale/Saverio La Ruina
- Bartolini/Baronio
- William Forsythe
- Enzo Cosimi
- Edison Studio
- Maria Giulia Serantoni
- Ascanio Celestini
- Andrea Liberovici
- PMCE Parco della Musica Contemporanea Ensemble/Tonino Battista
- Quiet Ensemble
- Riccardo Nova/Giacomo Costantini/Circo El Grito
- Les Grandes Personnes
- De Stilte
- Teatro delle Marionette di Ljubljana
- BigUp Circo
- Zonzo Compagnie
- Katrièm/Valentina Pagliarani/Simone Memè
- Ottimomassimo
- Maria Carmela Milano
- Camilla Andreani
- Bryce Dessner/Katia e Marielle Labèque/David Chalmin
- De Stilte
- Elzbieta Sikora
- Aurélien Bory/Shantala Shivalingappa
- Forte Company
- Fanny & Alexander
- Zonzo Compagnie
- Officine K
- Rambert Company/Merce Cunningham/Philip Selway/Gerhard Richter
- Orecchio Acerbo/Else Editore
- Giulio Boato/HsiaoPei Ku/Lucia Ronchetti
- Thomas Ostermeier/Didier Eribon/Sonia Bergamasco
- Jesús Rubio Gamo
- teatrodelleapparizioni
- Giorgio Bertolotti/Peter Forman
- Oorkaan/Percossa
- Giulio Boato/Shiro Takatani
- Alva Noto/Ryūichi Sakamoto
- Christian Fennesz/Lillevan
- Fatoumata Diawara
- Chassol

## Enti a sostegno
Unione europea, Presidenza della Repubblica Italiana, Presidenza del Consiglio dei ministri, Ministero degli Affari Esteri, Regione Lazio, Provincia di Roma, Comune di Roma, Camera di Commercio di Roma.

## Partner
Informal European Theatre Meeting, Italiafestival – Agis, Reseau Varèse, Reseau Temps d'Image, arte, European Foundation Center, European Festival Association.